# Joseph Wheeler

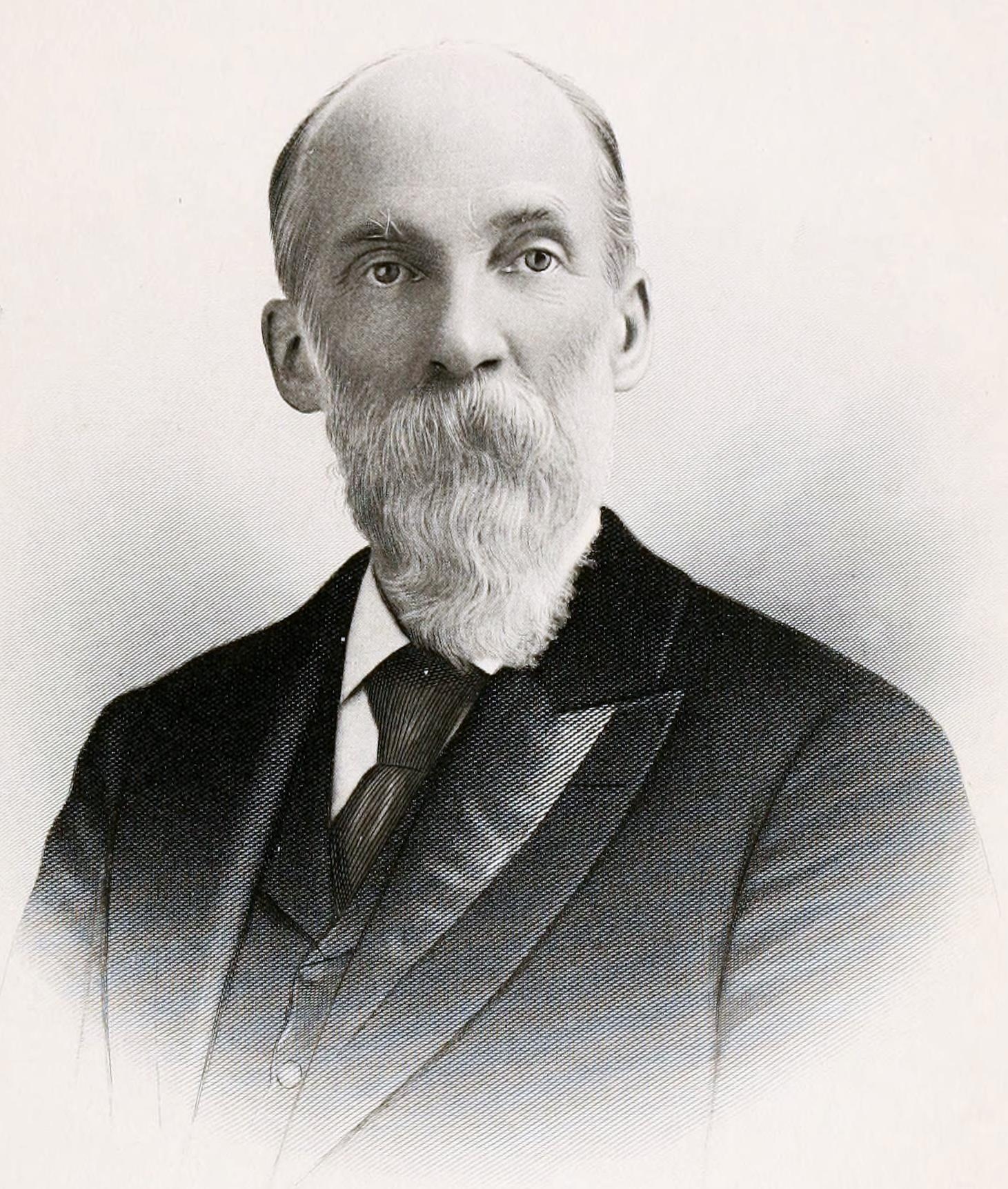
Joseph Wheeler

Joseph Wheeler (* 10. September 1836 in Augusta, Georgia; † 25. Januar 1906 in Brooklyn) war ein General der Konföderierten im Amerikanischen Bürgerkrieg, später auch General der United States Army und Abgeordneter im US-Repräsentantenhaus für den Staat Alabama.

## Leben

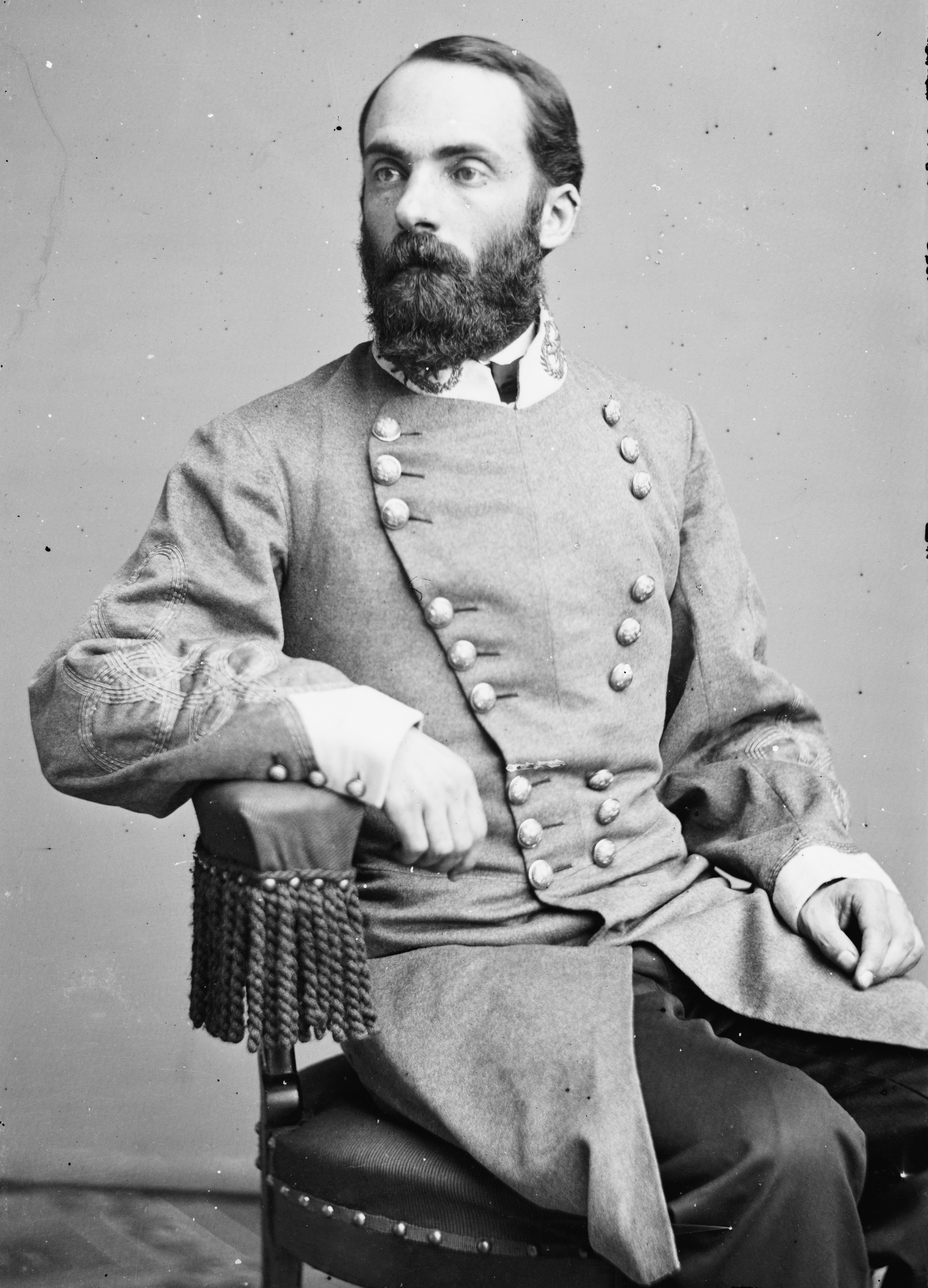
Joseph Wheeler als General der Konföderierten

Joseph Wheeler war Absolvent der Militärakademie in West Point, welche er 1859 als neunzehnter von zweiundzwanzig seines Jahrgangs abschloss. 
Im Jahr 1861, zu Beginn des Sezessionskrieges, schloss er sich der Confederate States Army an. Nachdem er zuerst ein Infanterieregiment (das 19. Alabama) befehligte wechselte Wheeler 1862 zur Kavallerie. Im Verlauf von 3 Monaten wurde er gleich zweimal befördert; vom Oberst bis zum Generalmajor. Ab 1863 befehligte er ein Kavallerie-Korps in der Army of Tennessee. Wheeler nahm an insgesamt 167 Schlachten teil, wurde dabei dreimal verwundet und 16 seiner Pferde getötet. Im Mai des Jahres 1865 geriet er in US-Gefangenschaft. In der Bevölkerung der Südstaaten war er zudem unter seinem Spitznamen Fighting Joe bekannt; den auch ein General der Unionsarmee führte, Joseph Hooker.
Nach dem Krieg zog er nach Wheeler in Alabama (der Ort wurde ihm zu Ehren benannt) und ließ sich dort als Pflanzer und Anwalt nieder. Er wurde in das US-Repräsentantenhaus gewählt und gehörte von 1881 bis 1883 sowie von 1895 bis 1900 dem Kongress an. Hier arbeitete er vor allem an der Aussöhnung zwischen den Nord- und den Südstaaten. Im Spanisch-Amerikanischen Krieg diente Wheeler als Generalmajor der US-Freiwilligenverbände und besiegte die Spanier bei Las Guasimas am 24. Juni 1898. Er war ebenfalls beteiligt bei der Schlacht am San Juan Hill (1. Juli) und beim Angriff auf Santiago de Cuba. Von 1899 bis 1900 befehligte er eine Brigade im Philippinisch-Amerikanischen Krieg. Im September 1900 erfolgte seine Ernennung zum Brigadegeneral der regulären Streitkräfte. 
Sein Grab befindet sich auf dem Nationalfriedhof Arlington.

## Trivia
Nach dem General ist Wheeler County in Georgia benannt worden.

## Werke
- Cavalry Tactics (1863)
- Bragg’s Invasion of Kentucky, Vol. 3 in Battles and Leaders of the Civil War (1887–1888)
- The Santiago Campaign (1898)